# Chiesa di San Michele Arcangelo (Pontirolo Nuovo)
La chiesa di San Michele Arcangelo è la parrocchiale di Pontirolo Nuovo, in provincia di Bergamo ed arcidiocesi di Milano; fa parte del decanato di Treviglio.

## Storia
La parrocchia di Pontirolo Nuovo venne eretta nel XVI secolo; all'inizio era compresa nella pieve foraniale di Pontirolo Vecchio, ma poi passò a quella di Treviglio.

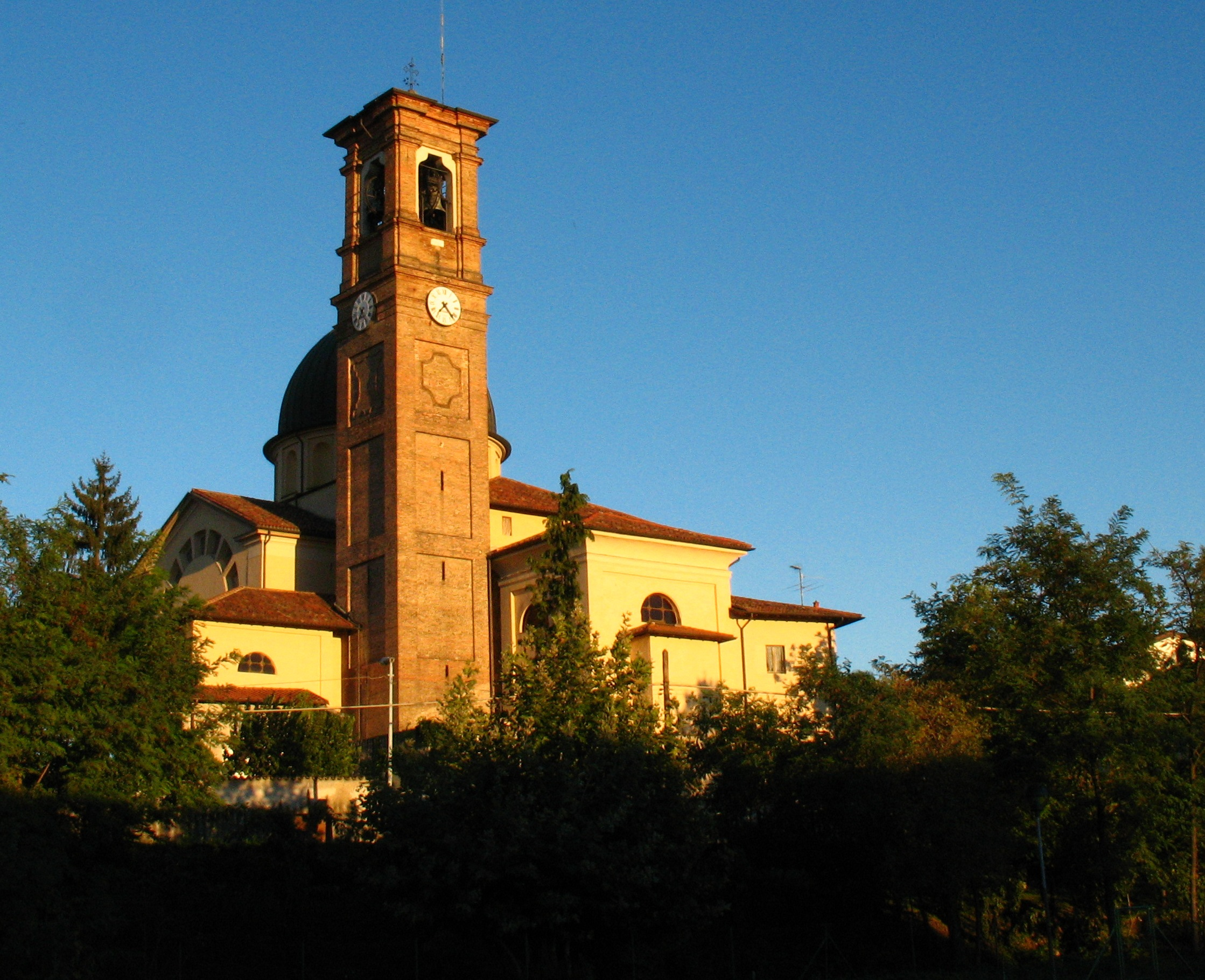
Altro lato della chiesa

Dalla relazione della visita pastorale del 1744 dell'arcivescovo di Milano Giuseppe Pozzobonelli s'apprende che la parrocchiale, da cui dipendeva l'oratorio di San Rocco, era sede delle confraternite del Santissimo Sacramento e di San Giuseppe.
Nella Nota parrocchie Stato di Milano del 1781 si legge che i fedeli erano 898 e che il reddito parrocchiale era pari a circa 1411 lire.
All'inizio del XIX secolo l'antica chiesa era ormai insufficiente a soddisfare le esigenze dei fedeli e, così, si decise di demolirla per costruirne una nuova. La prima pietra della nuova parrocchiale fu posta nel 1828; l'edificio, disegnato da Felice Pizzigalli, venne portato a termine nel 1832.
Nel 1846 venne ampliato il sagrato antistante l'edificio tramite la demolizioni di alcuni stabili prospicienti la piazza e nel 1853, in virtù della creazione di questo nuovo spazio, la chiesa poté essere ampliata allungando la navata su progetto di Luigi Rivoli.
Nel 1888 la parte della struttura vicina alla cupola fu gravemente danneggiata da un incendio, tanto che pure la cupola stessa riportò notevoli lesioni; si procedette dunque ad un'importante ristrutturazione, terminata nel 1898.
Nel 1899 l'arcivescovo Andrea Carlo Ferrari, compiendo la sua visita pastorale, trovò che il reddito ammontava a 1289 lire, che il numero dei fedeli era pari a 2200 e che la parrocchiale, in cui aveva sede la confraternita del Santissimo Sacramento, aveva come filiali gli oratori di San Giuseppe, di San Francesco d'Assisi e della Nostra Signora del Sacro Cuore.
Nel 1972, in seguito al processo di riorganizzazione territoriale dell'arcidiocesi ambrosiana, la parrocchia confluì nel decanato di Treviglio.
La chiesa fu oggetto di un restauro tra il 1991 e il 1994, in occasione del quale si restaurò la cupola, si rifece il pavimento e si adeguò il presbiterio alle norme postconciliari.

## Descrizione

### Facciata

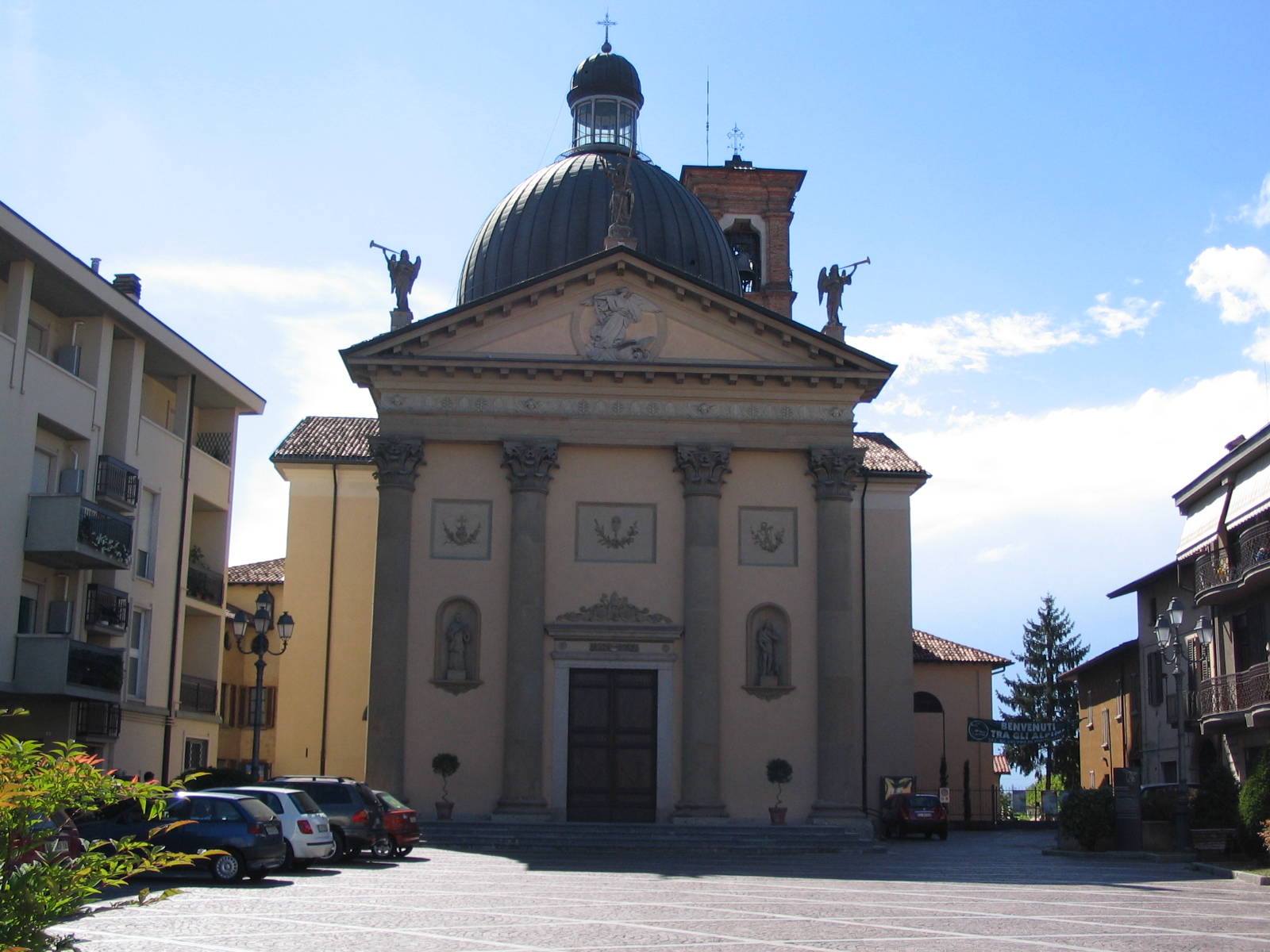
La facciata in ombra

La facciata della chiesa, che è a capanna, è scandita da quattro semicolonne d'ordine corinzio sorreggenti il timpano triangolare e presenta centralmente il portale d'ingresso e ai suoi lati due nicchie ospitanti altrettante statue, mentre al di sopra vi sono tre riquadri in cui sono contenute immagini eucaristiche.

### Interno
L'interno dell'edificio, la cui pianta è a forma di croce latina, si compone di un'unica navata coperta da volte a botte e sulla quale si affacciano le cappelle laterali; sopra il punto in cui si incrociano i due bracci si eleva una cupola e l'abside semicircolare è caratterizzata da una serie di colonne.